# Pîsmeceve, Solone
Pîsmeceve (în ucraineană Письмечеве) este localitatea de reședință a comunei Pîsmeceve din raionul Solone, regiunea Dnipropetrovsk, Ucraina.

## Demografie
Componența lingvistică a localității Pîsmeceve
     Ucraineană (96,19%)
     Rusă (3,81%)
Conform recensământului din 2001, majoritatea populației localității Pîsmeceve era vorbitoare de ucraineană (96,19%), existând în minoritate și vorbitori de rusă (3,81%).